# Чарторыйский, Константин Мариан
Константин Марьян Адам Чарторыйский (пол. Konstanty Marian Czartoryski ; 9 апреля 1822, Вена — 31 октября 1891, Вена) — польский князь, политик, дипломат, потомственный член Палаты господ Рейхсрата Австро-Венгрии.

## Биография
Представитель польско-литовского княжеского рода Чарторыйских герба «Погонь». Второй сын князя Константина Адама Чарторыйского (1773—1860) и Марии Дзержановской (1790—1842). У него было три брата: сводный Адам Константин и два родных: Александр Роман и Ежи Константин и сестра Мария Сюзанна. Юность проводил и первое воспитание получил в Вене. По поручению тогдашнего главы рода Владислава Чарторыйского он выполнял различные дипломатические миссии.
В 1861 году он встретился с папой римским Пием IX и с его секретарем, кардиналом Антонелли (1806—1876). В ходе совещаний он проанализировал ситуацию в Польше. Святой Престол вручил мемориал О влиянии несчастных случаев в Польше на религиозную жизнь этой страны. После взрыва Январского восстания он отправился с миссией к Швеция. Он добивался поддержки Швеции для проведения совместных дипломатических действий. Во время визита он поговорил с королем Карлом XV. Он находился затем в Дании и Австрии. Польские дела он обсуждал, в частности, с императором Австро-Венгрии Францем-Иосифом I.
В последующие годы находился в Мехелене (Бельгия) на Конгрессе общего общества католиков в Европе и снова в Рим, поблагодарив Святого престола за выраженную поддержку. Последнюю миссию он выполнял в период с января по апрель 1866 года. Затем он поселился на постоянной основе в Вене и Галиции. Депутат к Национальный Сейм Галиции 2-го созыва (1867—1869), владелец поместий Баконцы. Избирается в первой курии Тернопольского района от избирательного округа Тернополь. В 1868 году он стал наследственным членом Палаты господ Рейхсрата Австро-Венгрии. Он был сторонником Агенора Голуховского и противником Франции. В течение многих лет он сидел в наблюдательном совете Галицкой железной дороги имени Карла Людвига, а с 1890 года был ее президентом. Интересовался литературой, театром и музыкой.
Умер 31 октября 1891 года в возрасте 69 лет в Вене. Он не был женат, не оставил потомства.